# Coupe des îles Féroé de football 1965
Navigation
Løgmanssteypið 1964 Løgmanssteypið 1966
La Coupe des Îles Féroé 1965 de football est la 11e édition de la Løgmanssteypið (Trophée du Premier Ministre). 
La finale du tournoi se disputa à Tórshavn au stade Gundadalur.
Le B36 Tórshavn fut le vainqueur. C'est le premier titre du club.

## Format
Prenant place au mois de septembre, la compétition se composa en deux demi-finales, dont l'une fut rejouée, et une finale. Seules les équipes de Meistaradeildin 1965 (Division des Champions) participèrent à la compétition. Le KÍ Klaksvík est de retour à la compétition après plusieurs saisons de non-participations.

## Clubs participants
| \| B36 HB KÍ TB \| Localisation des clubs engagés dans la coupe nationale 1965. |
| B36 HB KÍ TB                                                                    |

- B36 Tórshavn - Meistaradeildin
- HB Tórshavn - Meistaradeildin Tenant du Titre
- KÍ Klaksvík - Meistaradeildin
- TB Tvøroyri - Meistaradeildin

## Résultats

### Demi-finales[2]
| Date              | Équipe 1    | Résultat | Équipe 2     |
| ----------------- | ----------- | -------- | ------------ |
| 5 septembre 1965  | TB Tvøroyri | 1-1      | B36 Tórshavn |
| 12 septembre 1965 | TB Tvøroyri | 0-5      | B36 Tórshavn |
| 5 septembre 1965  | HB Tórshavn | 4-1      | KÍ Klaksvík  |

### Finale
| 19 septembre 1965 | B36 Tórshavn | 3-2   | HB Tórshavn | Gundadalur, Tórshavn |
|                   |              | (2-2) |             |                      |